# Шереф Тюфенк
Шереф Тюфенк (тур. Şeref Tüfenk; нар. 22 вересня 1983, Ризе, іл Ризе) — турецький борець греко-римського стилю, срібний призер чемпіонату Європи, дворазовий переможець та дворазовий бронзовий призер Кубків світу, учасник двох Олімпійських ігор. 

## Біографія
Боротьбою почав займатися з 1996 року. Був чемпіоном світу серед юніорів 2001 та 2003 років, чемпіоном Європи серед юніорів 2002 року.

## Виступи на Олімпіадах
| Змагання                    | Збірна    | Вагова категорія | Місце |
| --------------------------- | --------- | ---------------- | ----- |
| Літні Олімпійські ігри 2004 | Туреччина | 60 кг            | 8     |
| Літні Олімпійські ігри 2008 | Туреччина | 74 кг            | 17    |

## Виступи на Чемпіонатах світу
| Змагання                        | Збірна    | Вагова категорія | Місце |
| ------------------------------- | --------- | ---------------- | ----- |
| Чемпіонат світу з боротьби 2001 | Туреччина | 58 кг            | 18    |
| Чемпіонат світу з боротьби 2002 | Туреччина | 60 кг            | 14    |
| Чемпіонат світу з боротьби 2011 | Туреччина | 66 кг            | 32    |
| Чемпіонат світу з боротьби 2014 | Туреччина | 75 кг            | 26    |

## Виступи на Чемпіонатах Європи
| Змагання                         | Збірна    | Вагова категорія | Місце  |
| -------------------------------- | --------- | ---------------- | ------ |
| Чемпіонат Європи з боротьби 2001 | Туреччина | 58 кг            | 5      |
| Чемпіонат Європи з боротьби 2002 | Туреччина | 60 кг            | 10     |
| Чемпіонат Європи з боротьби 2005 | Туреччина | 74 кг            | 13     |
| Чемпіонат Європи з боротьби 2007 | Туреччина | 74 кг            | 23     |
| Чемпіонат Європи з боротьби 2008 | Туреччина | 74 кг            | Срібло |
| Чемпіонат Європи з боротьби 2010 | Туреччина | 74 кг            | 7      |
| Чемпіонат Європи з боротьби 2012 | Туреччина | 74 кг            | 7      |
| Чемпіонат Європи з боротьби 2013 | Туреччина | 74 кг            | 7      |
| Чемпіонат Європи з боротьби 2014 | Туреччина | 75 кг            | 7      |

## Виступи на Кубках світу
| Змагання                    | Збірна    | Вагова категорія | Місце  |
| --------------------------- | --------- | ---------------- | ------ |
| Кубок світу з боротьби 2001 | Туреччина | 58 кг            | 4      |
| Кубок світу з боротьби 2003 | Туреччина | 66 кг            | Бронза |
| Кубок світу з боротьби 2007 | Туреччина | 74 кг            | Бронза |
| Кубок світу з боротьби 2010 | Туреччина | 74 кг            | 4      |
| Кубок світу з боротьби 2011 | Туреччина | 74 кг            | 6      |
| Кубок світу з боротьби 2012 | Туреччина | 74 кг            | Золото |
| Кубок світу з боротьби 2013 | Туреччина | 74 кг            | Золото |

## Виступи на інших змаганнях
| Змагання                                 | Збірна    | Вагова категорія | Місце  |
| ---------------------------------------- | --------- | ---------------- | ------ |
| Чемпіонат світу серед студентів 2004     | Туреччина | 66 кг            | Золото |
| Гран-прі Німеччини з боротьби 2005       | Туреччина | 74 кг            | 7      |
| Чемпіонат світу серед студентів 2005     | Туреччина | 74 кг            | Золото |
| Чемпіонат світу серед студентів 2006     | Туреччина | 74 кг            | Золото |
| Турнір Дана Колова — Николи Петрова 2007 | Туреччина | 74 кг            | 8      |
| Турнір Дана Колова — Николи Петрова 2008 | Туреччина | 74 кг            | Бронза |
| Турнір Дана Колова — Николи Петрова 2009 | Туреччина | 74 кг            | Срібло |
| Середземноморські ігри 2009              | Туреччина | 74 кг            | Золото |
| Турнір Вехбі Емре 2010                   | Туреччина | 74 кг            | Золото |
| Чемпіонат світу серед студентів 2010     | Туреччина | 74 кг            | Бронза |
| Золотий Гран-прі з боротьби 2011         | Туреччина | 74 кг            | 8      |
| Турнір Г. Картозія і В. Балавадзе 2011   | Туреччина | 74 кг            | 5      |
| Кубок Владислава Питласинські 2011       | Туреччина | 66 кг            | 27     |
| Золотий Гран-прі з боротьби 2012         | Туреччина | 74 кг            | Золото |
| Кубок Азовмаша 2012                      | Туреччина | 84 кг            | 5      |
| Золотий Гран-прі з боротьби 2012         | Туреччина | 74 кг            | 7      |
| Турнір Вехбі Емре 2013                   | Туреччина | 74 кг            | Золото |
| Trophee Milone 2013                      | Туреччина | 74 кг            | Бронза |
| Вогні Москви 2013                        | Туреччина | 74 кг            | Золото |
| Турнір Вехбі Емре 2014                   | Туреччина | 75 кг            | 9      |
| Гран-прі Німеччини з боротьби 2014       | Туреччина | 75 кг            | Срібло |
| Турнір Вехбі Емре 2015                   | Туреччина | 75 кг            | 17     |
| Турнір Дана Колова — Николи Петрова 2015 | Туреччина | 75 кг            | 5      |
| Гран-прі Іспанії з боротьби 2015         | Туреччина | 75 кг            | Бронза |